# Mathematische Zeitschrift
Mathematische Zeitschrift é um periódico especializado em matemática pura e aplicada publicado pela Springer Science+Business Media.
Foi fundado em 1918 e editado por Leon Lichtenstein juntamente com Konrad Knopp, Erhard Schmidt e Issai Schur.